# Душара
Душара (Đū Shará, на арабски: ذو شرى) е бог в древноарабската митология, върховно божество в държавата Набатея. Почитан е и от някои племена в Централна и Северна Арабия.

## Етимология
Името „Душара“ е арамейски прочит на арабското „зу-Шара“, означаващо „Владетел на Шара“ – предполага се, че Шара е името на областта около Петра, столицата на Набатея. Възможно е и да представлява табуираното име на върховното божество.

## Описание
Душара е божество-демиург, владетел на света. Той е повелител на мълниите и като гръмовержец е отъждествяван със Зевс в елинистичната епоха. Известни са и някои негови отъждествявания с Арес, въпреки че не е известно да е приеман за бог на войната.
Душара по-скоро е бог на вегетацията (умиращ и възкръсващ бог), земеделието и растителността. За негово проявление е смятан Аара; самият Душара съответства на Ороталт (Дионис). Вероятно е отъждествяван и с Аллах, но е възможно Аллах да е почитан заедно с Душара в Набатея. Жителите на Набатея го считат за покровител на страната им и на царската династия.
Според мита е роден от девица-камък; като негов идол в храма му в Петра е почитан кубичен необработен камък с черен цвят (вж. Кааба), на който са принасяни жертви.
След разпадането на държавата Набатея Душара продължава да се почита от арабските племена до приемането на исляма.